# ترند میکرو
ترند مایکرو (به انگلیسی: Trend Micro) یکی از شرکت‌های بزرگ ارائه دهنده محصولات نرم‌افزاری امنیتی و ضد ویروس در دنیا می‌باشد.دفتر مرکزی شرکت ترند مایکرو در حال حاضر در شهر توکیو می‌باشد. در بعضی از کشورها مانند ایران و استرالیا نام این شرکت و محصولات آن را بنام پی سی سیلین می‌شناسند.
این شرکت در سال ۱۹۸۸ در شهر لوس آنجلس ایالت کالیفرنیا توسط خانم و آقای Steve و Chenny چانگ و خانم اوا چن تأسیس شد.
شرکت ترند مایکرو دارای آزمایشگاه تشخیص ویروس و پشتیبانی می‌باشد که متخصصین امنیت در آن‌ها مشغول بکار می‌باشند.
در آمد این شرکت در سال ۲۰۰۷ بیش از ۹۰۰ میلیون دلار آمریکا - در سال ۲۰۰۸ بیش از ۱ میلیارد دلار آمریکا و در سال ۲۰۰۹ بیش از ۱٫۲ میلیارد دلار بوده‌است که با توجه به رکود اقتصاد جهانی قابل توجه بوده‌است و طبق برنامه‌ریزی انجام شده در سال ۲۰۱۲ به حداقل فروش ۲ میلیارد دلار خواهد رسید.